# Edin Urjan Kukavica
Edin Urjan Kukavica (Sarajevo, 1967.), bosanskohercegovački je književnik i kolumnist, šejh rifaijskog i nakšibendijskog tarikata. 

## Životopis
Edin Kukavica je rođen u Sarajevu 1967. godine. Bosanskohercegovački i bošnjački je književnik s četiri objavljena romana, autor nekoliko knjiga iz oblasti povijesti, islamske filozofije i duhovnosti, te tri knjige politološko-socioloških eseja, prevoditelj knjiga iz oblasti islamske duhovnosti i lijepe književnosti, urednik nekoliko časopisa, zbornika radova sa znanstvenih skupova i knjiga, kolumnist i publicist s više od 800 objavljenih tekstova. Središnja područja njegovog zanimanja su filozofija, duhovnost, povijest i politička teorija, a posebno pitanja slobode i etike u svim spomenutim područjima. Aktivan je društveni i kulturni djelatnik i promatrač i kritičar suvremene stvarnosti Bosne i Hercegovine. Doktor je odgojnih znanosti i doktorand na Fakultetu političkih znanosti u Sarajevu.
Edin Kukavica je učitelj islamske duhovnosti (šejh) dvije škole, dva tarikatska pravca, nakšibendijskom-husejnijskom i rifa'ijskom-sejjadijskom odakle i drugo ime Urjan. Nakon nekoliko godina predavanja iz fikha, akaida, kur’anske logike, hadisa i tefsira kod osnivača i direktora Instituta Mulla Sadra šejh Akbar Aydija, biva pozvan u blizinu Sejjida šejh Mesud ef. Hadžimejlića. Iniciran je (daje bejat) 2001. godine; 2006. godine promoviran u vekila (zamjenika) a 2008. u punopravnog učitelja (šejha) tarikat-i nakšibendijje-husejnijje, a  2009. godine prima hilafet (namjesništvo) tarikat-i rifa’ijje-sejadijje i još jedan hilafet tarikat-i nakšibendijje s ruku Sejjida šejha Husejna Dža’fera Tajjara. 

## Djela

### Romani
- Prvorođeni Dun’ja (2001.)
- Beš (Sarajevo, 2005.)
- Vjernik (Sarajevo, 2012.)
- Predoređenje (Sarajevo, 2021)

### Povijest, filozofija, duhovnost
- Bajramijje-melamijje – Hamzevijje (Sarajevo, 2009.)
- Atropologija tesavvufa: tesavvuf iznutra (Sarajevo, 2011.)
- Antroplogija futuvveta: futuvvet iznutra (Sarajevo, 2011.)
- Historijski putopis kroz Bosnu i Hercegovinu (Zagreb, 2012.)
- Islam na Balkanu (Zagreb, 2012.)
- Anatomija ibadeta: ibadet u šeri'atu, tarikatu i hakikatu (Sarajevo, 2015.)

### Eseji
- Kamo dalje, rođače: izabrane kolumne 2012. – 2016. (Sarajevo, 2017.)
- Priručnik za revoluciju: dekonstrukcija etnonacionalističkog narativa u BiH kao uvjet za promjenu političke paradigme: (zajedničkim vrijednostima ka pozitivnoj kolektivnoj identifikaciji.) (Sarajevo, 2018.)
- Fantom slobode: izabrane kolumne (Sarajevo, 2018.)

### Prijevodi
- Živi sufizam: ogledi o sufizmu (Sarajevo, 2004.)
- Islamska umjetnost i duhovnost (Sarajevo, 2005.)
- Alkemija – znanost o kosmosu, znanost o duši (Sarajevo, 2005.)
- Sveta umjetnost na Istoku i na Zapadu: njena načela i metodi (Sarajevo, 2005.)
- Uvod u islamske kozmološke doktrine : koncepcija prirode i metodi njenoga proučavanja po Ikhwan al-Safa', al-Biruniju i Ibn Sinau (Sarajevo, 2007.)
- Sufijski kuhar – kako dočekati i ugostiti musafira (Sarajevo, 2008.)
- Sejjid Husein Nasr, Islamska umjetnost i duhovnost, Lingua Patria, 2005, Sarajevo, (naslov izvornika: Seyyed Hossein Nasr, Islamic Art & Spirituality, State University of New York Press, 1987, Albany, USA);
- Titus Burkhardt, Alhemija, znanost o kosmosu - znanost o duši, Lingua Patria, Sarajevo, (naslov izvornika: Titus Burckhardt, Alchemy, Science of the Cosmos, Science of the Soul, Fons Vitae, 1997, Louisville, Kentucky, USA);
- Šejh Abbas Kumi, Kerbela - zemlja tuge i bola, 2005.,tekija “Mesudija”, Kaćuni; (naslov izvornika: Shaykh Hajj Abbas, Nafasu’l-Mahmum fi Maqtal al-Husayn al-Mazlum);
- Behauddin Muhammed Husein Hatibi Belhi, Ma'arif - ekstatički zapisi Bahauddina, oca Mevlane Rumija, Dobra knjiga, Sarajevo; (naslov izvornika: Bahauddin Muhammad Hossain Khatibi Balkhi, Ma'arif - A Collection of Preaching and Sayings of the King of the Erudite, Bahauddin Muhammad Hossain Khatibi of Balkh known as as Bahauddin, Father of Rumi, Coleman Barks and John Moyne, Harper, San Francisco;
- knjiga historiografskih eseja Bajramijje-melamijje - Hamzevijje (Sedam, Sarajevo);
- Ma’arif – knjiga iz bunara (Sarajevo, 2008.)
- 40 pravila o ljubavi: roman o Rumiju (Sarajevo, 2013.)
- Čast (Sarajevo, 2014.)
- Istanbulsko kopile (Sarajevo, 2015.)
- Mimarov šegrt (Sarajevo, 2015.)
- Crno mlijeko (naslov izvornika: The Black Milkč Elif Şafak), Buybook, (Sarajevo, 2017.)

## Vanjske povezice
- Edin Urjan Kukavica